# Гарреттс-Мілл (Меріленд)
Гарреттс-Мілл (англ. Garretts Mill) — переписна місцевість (CDP) в США, в окрузі Вашингтон штату Меріленд. Населення — 228 осіб (2020).

## Географія
Гарреттс-Мілл розташований за координатами 39°21′12″ пн. ш. 77°41′20″ зх. д. / 39.35333° пн. ш. 77.68889° зх. д. (39.353335, -77.688917).  За даними Бюро перепису населення США в 2010 році переписна місцевість мала площу 1,48 км², уся площа — суходіл.

## Демографія
Згідно з переписом 2010 року, у переписній місцевості мешкали 234 особи в 96 домогосподарствах у складі 71 родини. Густота населення становила 158 осіб/км².  Було 106 помешкань (72/км²).
Расовий склад населення:
| - 92,7 % — білих - 5,6 % — чорних або афроамериканців |

До двох чи більше рас належало 1,7 %. Частка іспаномовних становила 0,0 % від усіх жителів.
За віковим діапазоном населення розподілялося таким чином: 17,9 % — особи молодші 18 років, 64,6 % — особи у віці 18—64 років, 17,5 % — особи у віці 65 років та старші. Медіана віку мешканця становила 45,0 року. На 100 осіб жіночої статі у переписній місцевості припадало 87,2 чоловіків;  на 100 жінок у віці від 18 років та старших — 93,9 чоловіків також старших 18 років.
Середній дохід на одне домашнє господарство  становив 65 580 доларів США (медіана — 54 265), а середній дохід на одну сім'ю — 73 951 долар (медіана — 53 235). Медіана доходів становила 56 063 долари для чоловіків та 36 324 долари для жінок. За межею бідності перебувало 6,4 % осіб, у тому числі 0,0 % дітей у віці до 18 років та 0,0 % осіб у віці 65 років та старших.
Цивільне працевлаштоване населення становило 194 особи. Основні галузі зайнятості: науковці, спеціалісти, менеджери — 25,3 %, фінанси, страхування та нерухомість — 25,3 %, мистецтво, розваги та відпочинок — 18,0 %, освіта, охорона здоров'я та соціальна допомога — 15,5 %.